# 理查森冰川
70°28′S 63°42′W / 70.467°S 63.700°W
理查森冰川是南極洲的冰川，位於帕爾默地，處於米庫斯山東南面，在1974年由美國地質調查局繪入地圖，以法國動物學家命名。